# Cardioglossa venusta
Espèce
Statut de conservation UICN

 EN B1ab(iii) : En danger
Cardioglossa venusta est une espèce d'amphibiens de la famille des Arthroleptidae.

## Répartition
Cette espèce est endémique du Cameroun. Elle se rencontre sur les monts Manengouba, Nlonako et le plateau Bamileke de 950 à 1 500 m d'altitude.

## Publication originale
- Amiet, 1972 : Description de cinq nouvelles espèces camerounaises de Cardioglossa (Amphibiens, Anoures). Biologia Gabonica, vol. 8, p. 201-231.